# Carabinieri si nasce
Carabinieri si nasce è un film italiano del 1985 diretto da Mariano Laurenti.

## Trama
Peppe e Filippo, piantonati in una camera di ospedale, evadono in mutande nei dintorni di Roma e vanno a rifugiarsi giusto in una caserma di Carabinieri. Colà è preannunciato l'arrivo di due superispettori dell'Arma, incaricati di accertarsi che tutto sia stato ben predisposto per ospitare quattro donne straniere - sono delle astronaute - in transito in Italia, nonché dell'attitudine del colonnello comandante alla promozione al grado superiore.
Il suddetto ufficiale crede che i due strani tipi capitati sul posto siano proprio, malgrado l'incongruo travestimento, gli alti personaggi in questione e fa l'impossibile per agevolarli nella loro missione. Mentre Peppe e Filippo vivono vita tranquilla tra i soldati e mentre un graduato con due militi non cessano di cercarli nella campagna romana, arrivano in caserma le quattro giovani astronaute (due americane e due russe), le cui guardie del corpo si riveleranno, in realtà, dei pericolosi terroristi, decisi a creare un clamoroso incidente nella imminenza dell'incontro ginevrino tra Reagan e Gorbachov.
Ne consegue una girandola di inseguimenti e di equivoci, di travestimenti e sparatorie, ma alla fine, durante una serata in un "night", i "killer" avranno la peggio, per il che, promosso il colonnello a generale, la tenacia dei carabinieri inseguitori e lo stesso coraggio di Peppe e Filippo, ormai arruolati nell'Arma, riceveranno soddisfazioni e medaglie.

## Curiosità
Il film è stato girato tra Livorno e Tirrenia
La scena della fuga in esterno giorno dei due evasi dall'ospedale all'inizio del film è girata nel centro di Livorno, mentre il pattugliamento effettuato alla loro ricerca da una Gazzella dell'Arma è girato in zona Arnaccio.
La Caserma, dove finiscono i due evasi, è il centro CONI di Tirrenia, ed è la stessa utilizzata dal regista nel suo film Il sergente Rompiglioni diventa... caporale.